# Елшанка (Сергиевский район)
Елша́нка — село в Сергиевском районе Самарской области. Административный центр сельского поселения Елшанка.

## География
Село находится на берегу реки Сок, на расстоянии примерно 23 км (по прямой) на юго-запад от села Сергиевск, административного центра района.

## История
Село основано в 1703 году по указу Петра I. В 1776 году построена Никольская деревянная церковь, которая была разрушена в 1920-х годах. В 1889 году в селе насчитывалось 167 дворов и проживало 973 жителя.

## Население
| 2008 | 2010 |
| ---- | ---- |
| 529  | ↘515 |

### Национальный состав
Согласно результатам переписи 2002 года, в национальной структуре населения русские составляли 94 % из 533 чел.